# De Vijverberg
De Vijverberg – stadion piłkarski znajdujący się w mieście Doetinchem w Holandii. Został oddany do użytku w 1954. Od tego czasu swoje mecze na tym obiekcie rozgrywa grający w Eredivisie klub De Graafschap. Jego pojemność po przebudowie w czasie sezonu 2006/07 wynosi 12 600 miejsc.